# روچتا بلبو
روچتا بلبو (به ایتالیایی: Rocchetta Belbo) یک کومونه در ایتالیا است که در استان کونیو واقع شده‌است.

## خصوصیات
روچتا بلبو ۴٫۶ کیلومترمربع مساحت و ۱۹۰ نفر جمعیت دارد و ۲۷۳ متر بالاتر از سطح دریا واقع شده‌است.